# El Solar (luchador)
El Solar (Zacoalco de Torres, Jalisco, México; 26 de mayo de 1956) es un luchador profesional mexicano. Desde 1975 es un luchador enmascarado. Su verdadero nombre no es de dominio público. Proviene de una familia luchística y su hijo trabaja como El Hijo del Solar desde 2008.

## Carrera de lucha libre profesional
El Solar debutó en 1975, fue entrenado por Toño Cruz y el equipo hermano conocido como Los Calaveras. Es conocido por ser un luchador de lona, y comenzó a ser conocido por sus técnicas de sumisión. En sus inicios, trabajó para la empresa Universal Wrestling Association (UWA), una de las dos principales empresas de lucha libre en México en ese momento. El 29 de mayo de 1977, El Solar ganó su primer campeonato de lucha libre profesional al derrotar a Villano III. Durante ese período de tiempo, la UWA asoció a El Solar con Súper Astro y Ultramán para formar un trío de altos vuelos conocido como Los Cadetes del Espacio. El 29 de mayo de 1981 El Solar ganó un torneo por el vacante Campeonato Nacional Mexicano de Peso Medio, manteniendo el título durante 147 días antes de perderlo ante El Satánico .

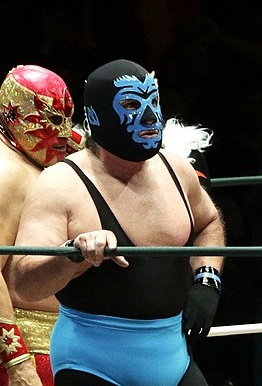
Mano Negra (frente) y El Solar el 30 de noviembre de 2018

En 1994 El Solar comenzó a trabajar para la Triple A, con un nuevo personaje de ring, atuendo y máscara, convirtiéndose en "El Mariachi" completo con un sombrero tradicional y tocando la trompeta como parte de su entrada. Junto a El Charro y El Mexicano formaron el trío Los Folklóricos en AAA. Después de su paso por El Mariachi, volvió a trabajar como El Solar, trabajando regularmente para el Consejo Mundial de Lucha Libre (CMLL), En el Consejo formó un equipo conocido como Los Soles de la Maldad.
Desde los 2000, trabajó en el circuito independiente de la lucha libre. El Solar salió en Lucha Libre USA, un programa de dos temporadas de MTV2. 